# 漂亮的95s
漂亮的95s是2019年由韓國CUBE TV製作的真人實境節目，由BTOB成員陸星材、前Boyfriend成員榮旻、光旻、珉玗、TEEN TOP成員Ricky、模特白敬道等六位1995年生的現實至親好友共同出演。2019年7月12日起在CUBE TV和K STAR等媒體平台播出。

## 背景
2019年6月19日，Cube娛樂發布《漂亮的95s》的節目製播消息，並公開各式預告。 2019年7月12日，舉行節目發布記者會，在過程中陸星材透露了該節目編成的緣由，來自平時和同齡至親們時常相約聚會，在彼此討論之下生起了把朋友們玩樂的日常拍攝成節目的想法，於是向Cube娛樂發出了提案。節目定案後星材親自擔任策畫製作。

## 節目成員
註：依成員的出生月份和日期排序。
| 姓名   | 生日          | 職業       | 所屬團體     | 出演集數                   |
| ------ | ------------- | ---------- | ------------ | -------------------------- |
| Ricky  | 1995年2月27日 | 歌手       | TEEN TOP     | 第1－5、7－10集，第6集缺席 |
| 趙榮旻 | 1995年4月24日 | 歌手       | 前 Boyfriend | 第1－10集                  |
| 趙光旻 | 1995年4月24日 | 歌手       | 前 Boyfriend | 第1－10集                  |
| 陸星材 | 1995年5月2日  | 歌手、演員 | BTOB         | 第1－10集                  |
| 白敬道 | 1995年5月22日 | 模特兒     | 不適用       | 第1－10集                  |
| 盧珉玗 | 1995年7月31日 | 歌手       | 前 Boyfriend | 第1－10集                  |

## 節目列表
| 集數 | 播出日期      | 主題                     | 備註               |
| ---- | ------------- | ------------------------ | ------------------ |
| 1    | 2019年7月12日 | 漂亮的青春旅行 1         |                    |
| 2    | 2019年7月19日 | 漂亮的青春旅行 2         |                    |
| 3    | 2019年7月26日 | 八字算命＆MBTI性格測試   |                    |
| 4    | 2019年8月2日  | 漂亮的炒年糕店開業前預習 | 特別出演：張東民   |
| 5    | 2019年8月9日  | 95s的一日炒年糕店開張    |                    |
| 6    | 2019年8月17日 | Ricky不在的Ricky特輯     | 特別出演：TEEN TOP |
| 7    | 2019年9月6日  | 95s in 濟州島篇 1        |                    |
| 8    | 2019年9月13日 | 95s in 濟州島篇 2        |                    |
| 9    | 2019年9月20日 | 95s in 濟州島篇 3        |                    |
| 10   | 2019年9月27日 |                          |                    |

## 外部連結
-  CUBE TV 官方網站 （页面存档备份，存于）
-  CUBE TV （页面存档备份，存于） 官方YouTube頻道
-  CUBE TV的X（前Twitter）